# Bright Lights
«Bright Lights» es el cuarto sencillo oficial del sexto álbum de estudio de la banda Placebo, Battle for the Sun. Fue lanzado el 8 de febrero de 2010 en el Reino Unido y Italia, en descarga digital exclusivamente; y Francia y Alemania, en descarga y en CD.

## Lista de canciones

### iTunes Deluxe
- "Bright Lights" (versión sencillo).
- "Bright Lights" (álbum versión)
- "The Never-Ending Why" (SFR live).
- "Bright Lights" (Randomer remix-dub).
- "Bright Lights" (vídeo).

### Descarga digital
- "Bright Lights" (versión sencillo).
- "Bright Lights" (álbum versión).
- "The Never-Ending Why" (SFR live).
- "Bright Lights" (Randomer remix-dub).

### CD (Francia y Alemania)
- "Bright Lights" (versión sencillo).
- "Bright Lights" (álbum versión).
- "The Never-Ending Why" (SFR live).